# João Ferreira (calciatore)
João Diogo Fonseca Ferreira, noto semplicemente come João Ferreira (Póvoa de Varzim, 22 marzo 2001), è un calciatore portoghese, difensore del Saint-Étienne.

## Caratteristiche tecniche
Di ruolo terzino destro, dispone di buona corsa e tecnica.

## Carriera
Cresciuto nel settore giovanile del Benfica, debutta in prima squadra il 21 novembre 2020 in occasione dell'incontro di Taça de Portugal vinto 1-0 contro il Paredes; più tardi nella stagione debutta anche in Europa League ed in Primeira Liga.
Il 31 agosto 2021 viene ceduto in prestito al Vitória Guimarães.
Il 20 luglio 2022 viene ceduto nuovamente a titolo temporaneo, questa volta al Rio Ave.
Il 7 gennaio 2023 il prestito viene rescisso e, contestualmente, viene ceduto a titolo definitivo al Watford.
Il 1º agosto 2023 viene ceduto in prestito all'Udinese. Dieci giorni dopo esordisce con i friulani nella partita di Coppa Italia contro il Catanzaro, subentrando nella ripresa a Festy Ebosele. Il 20 agosto esordisce anche in campionato, subentrando ancora allo stesso Ebosele nel secondo tempo della partita contro la Juventus.

## Statistiche
Statistiche aggiornate al 1° luglio 2025.

### Presenze e reti nei club
Statistiche aggiornate al 1° luglio 2025.
| Stagione         | Squadra           | Campionato       | Campionato | Campionato | Coppe nazionali | Coppe nazionali | Coppe nazionali | Coppe continentali | Coppe continentali | Coppe continentali | Altre coppe | Altre coppe | Altre coppe | Totale | Totale | Totale |
| Stagione         | Squadra           | Comp             | Pres       | Reti       | Comp            | Pres            | Reti            | Comp               | Pres               | Reti               | Comp        | Pres        | Reti        | Pres   | Reti   |        |
| ---------------- | ----------------- | ---------------- | ---------- | ---------- | --------------- | --------------- | --------------- | ------------------ | ------------------ | ------------------ | ----------- | ----------- | ----------- | ------ | ------ | ------ |
| 2019-2020        | Benfica B         | LdH              | 18         | 1          | -               | -               | -               | -                  | -                  | -                  | -           | -           | -           | 18     | 1      |        |
| 2020-2021        | Benfica B         | LdH              | 18         | 0          | -               | -               | -               | -                  | -                  | -                  | -           | -           | -           | 18     | 0      |        |
| 2021-2022        | Benfica B         | LdH              | 2          | 1          | -               | -               | -               | -                  | -                  | -                  | -           | -           | -           | 2      | 1      |        |
| Totale Benfica B | Totale Benfica B  | Totale Benfica B | 38         | 2          |                 | -               | -               |                    | -                  | -                  |             | -           | -           | 38     | 2      |        |
| 2020-2021        | Benfica           | PL               | 1          | 0          | CP+CdL          | 1+2             | 0               | UEL                | 1                  | 0                  | -           | -           | -           | 5      | 0      |        |
| 2021-2022        | Vitória Guimarães | PL               | 14         | 0          | CP+CdL          | 1+1             | 0               | -                  | -                  | -                  | -           | -           | -           | 16     | 0      |        |
| 2022-gen. 2023   | Rio Ave           | PL               | 8          | 0          | CP+Cdl          | 1+3             | 0               | -                  | -                  | -                  | -           | -           | -           | 12     | 0      |        |
| gen.-giu. 2023   | Watford           | FLC              | 5          | 1          | FACup+CdL       | 0+0             | 0               | -                  | -                  | -                  | -           | -           | -           | 5      | 1      |        |
| 2023-2024        | Udinese           | A                | 35         | 0          | CI              | 2               | 0               | -                  | -                  | -                  | -           | -           | -           | 37     | 0      |        |
| 2024-2025        | Braga             | PL               | 21         | 0          | CP+CdL          | 0+2             | 0               | UEL                | 7                  | 0                  | -           | -           | -           | 30     | 0      |        |
| 2025-2026        | Saint-Étienne     | L2               | -          | -          | CF              | -               | -               | -                  | -                  | -                  | -           | -           | -           | -      | -      |        |
| Totale Watford   | Totale Watford    | Totale Watford   | 5          | 1          |                 | 0               | 0               |                    | -                  | -                  |             | -           | -           | 5      | 1      |        |
| Totale carriera  | Totale carriera   | Totale carriera  | 122        | 3          |                 | 13              | 0               |                    | 8                  | 0                  |             | -           | -           | 143    | 3      |        |